# Samayac
Samayac – miejscowość na południowym zachodzie Gwatemali, w departamencie Suchitepéquez. Według danych szacunkowych z 2012 roku liczba mieszkańców wynosiła 9 828 osób. 
Samayac leży około 8 km na północny wschód zachód od stolicy departamentu – miasta Mazatenango. Miejscowość leży na wysokości 615 metrów nad poziomem morza, u podnóża gór Sierra Madre de Chiapas, w odległości około 55 km od brzegu Pacyfiku. 

## Gmina Samayac
Miejscowość jest także siedzibą władz gminy o tej samej nazwie, która jest jedną z dwudziestu gmin w departamencie. W 2012 roku gmina liczyła 22 074 mieszkańców. Gmina jak na warunki Gwatemali jest niewielka, a jej powierzchnia obejmuje 16 km². 
Mieszkańcy gminy utrzymują się głównie z uprawy roli, rzemiosła. W rolnictwie dominuje uprawa kakaowca, kawowca, kukurydzy, bananów, chili oraz pomidorów. Gmina jest znana z produkcji koszy, wyrobów włókienniczych, wyrobów z drewna i instrumentów muzycznych.
Klimat gminy jest równikowy, według klasyfikacji Köppena, należy do klimatów tropikalnych monsunowych (Am), z wyraźną porą deszczową występującą od maja do października.